# Jerzy Kostrzewa
Jerzy Kostrzewa (ur. 1956) – polski podróżnik, alpinista, instruktor narciarstwa, przewodnik górski i trekkingowy, bard piosenek poetyckich, autor książki Niedostępna Góra Papuasów.
Zdobywca szczytów takich jak m.in. Denali (McKinley), Aconcagua, Kilimandżaro, Elbrus i Puncak Jaya. Zwiedził ponad 80 krajów świata (do roku 2018). Podczas podróży wykonywał różne zajęcia, m.in.: pracował w hucie szkła w Berlinie, rozwoził pizzę na Alasce, był ratownikiem górskim w Kanadzie oraz instruktorem jazdy na nartach w Austrii.
W latach 80. XX wieku odbył wędrówkę po Europie, nie posiadając wiz – przekraczał zielone granice. Od 1995 r. prowadzi agencję trekkingową Adventure-Expedition.
Był pierwszym Polakiem, który zdobył szczyt Piramidę Carstensza Puncak Jaya (4884 m n.p.m.) – najwyższą górę Australii i Oceanii (12 lipca 1999), szczyt zaliczany do tzw. Korony Ziemi. Aktualnie pracuje jako przewodnik grup trekingowych w Himalajach, Azji i Afryce. Ma swoisty rekord wejść na Kilimandżaro: 21 razy (do 2018).
Laureat nagrody Podróżnik Roku 2001 w kategorii świat, przyznawanej przez magazyn Podróże. Autor książki Niedostępna Góra Papuasów. Był również autorem wyróżnionej pracy maturalnej o hippisach i ich drodze do wolności. Mieszka w Poznaniu i w Bangkoku (od 2018 r.) dzieci: Marianna i Maciej Kostrzewa.
W 2021 roku, wraz z innymi podróżnikami zamontował na przełęczy Stella Point (5756 m n.p.m.) na Kilimandżaro, tuż pod szczytem, tablicę pamiątkową poświęconą zmarłemu tamże Aleksandrowi Dobie.
Współwłaściciel hotelu Vihara Angkor w Siem Reap w Kambodży.